# برت هاوک
برت هاوک (به انگلیسی: Brett Hawke) (زادهٔ ۶ فوریهٔ ۱۹۷۵) شناگر اهل استرالیا است.